# Dietwiller
Dietwiller település Franciaországban, Haut-Rhin megyében. Lakosainak száma 1399 fő (2022. január 1.). Dietwiller Eschentzwiller, Hombourg, Niffer, Schlierbach, Landser, Kembs és Habsheim községekkel határos.

## Népesség
A település népességének változása:
| Lakosok száma | 1423 | 1442 | 1479 | 1447 | 1439 | 1430 | 1422 | 1417 | 1399 |
|               | 2013 | 2015 | 2016 | 2017 | 2018 | 2019 | 2020 | 2021 | 2022 |